# آرمن را
آرمن هوانسیان با نام هنری آرمن را (انگلیسی: Armen Ra؛ زاده ۱۹۶۹ در تهران) هنرمند خودآموخته، نوازنده ترمین، تهیه‌کننده، کارگردان و اجرا کننده هنر نمایشی ایرانی-ارمنی است.